# Apanteles oppugnator
Apanteles oppugnator är en stekelart som beskrevs av Papp 1974. Apanteles oppugnator ingår i släktet Apanteles och familjen bracksteklar. Inga underarter finns listade i Catalogue of Life.